# Marina Prisxepa
Marina Andriivna Prisxepa –en ucraïnès, Марина Андріївна Прищепа– (Kíiv, 28 de juliol de 1983) és una esportista ucraïnesa que va competir en judo, guanyadora d'una medalla de plata al Campionat Mundial de Judo de 2009 i cinc medalles al Campionat Europeu de Judo entre els anys 2006 i 2012.

## Palmarès internacional
| Campionat Mundial | Campionat Mundial          | Campionat Mundial | Campionat Mundial |
| Any               | Lloc                       | Medalla           | Categoria         |
| ----------------- | -------------------------- | ----------------- | ----------------- |
| 2009              | Rotterdam ( Països Baixos) | 2                 | –78 kg            |
| Campionat Europeu |                            |                   |                   |
| Any               | Lloc                       | Medalla           | Categoria         |
| 2006              | Tampere ( Finlàndia)       | 3                 | –70 kg            |
| 2007              | Belgrad ( Sèrbia)          | 3                 | –70 kg            |
| 2009              | Tbilisi ( Geòrgia)         | 2                 | –78 kg            |
| 2010              | Viena ( Àustria)           | 3                 | –78 kg            |
| 2012              | Txeliàbinsk ( Rússia)      | 3                 | –78 kg            |